# Hell in a Cell (2014)
Hell in a Cell (2014) foi um pay-per-view de wrestling profissional e evento da WWE Network produzido pela WWE. O evento aconteceu em 26 de outubro de 2014, no American Airlines Center em Dallas, Texas. Esta foi a 6ª edição do evento que ocorre anualmente desde 2009.
Oito lutas foram disputadas no card principal, enquanto uma luta ocorreu no pré-show, que foi transmitido ao vivo pela WWE Network. O card evento apresentou duas lutas Hell in a Cell, nas quais John Cena derrotou Randy Orton para garantir uma futura luta pelo WWE World Heavyweight Championship, e, no evento principal, Seth Rollins derrotou Dean Ambrose.
O evento teve 83.000 compras (excluindo visualizações da WWE Network), abaixo das 228.000 compras do ano anterior.

## Produção

### Conceito
Hell in a Cell é uma gimmick anual de pay-per-view, geralmente produzido todo mês de outubro pela WWE desde 2009. O conceito do show vem da luta Hell in a Cell da WWE, na qual os competidores lutam dentro de uma estrutura de 6 metros de altura que envolve o ringuel e a área do lado do ringue. A luta do evento principal do card é disputada sob a estipulação Hell in a Cell. O evento de 2014 foi o sexto evento sob a cronologia Hell in a Cell.

### Histórias
O card consistiu em nove lutas, incluindo uma no pré-show, que resultaram de enredos roteirizados, onde os lutadores retratavam vilões, heróis ou personagens menos distinguíveis em eventos roteirizados que criaram tensão e culminaram em uma luta ou série de lutas, com resultados pré-determinados pelos escritores da WWE, enquanto as histórias foram produzidas nos programas semanais de televisão da WWE, Monday Night Raw e Friday Night SmackDown.
No Night of Champions, Dean Ambrose voltou para a WWE após um hiato de um mês, atacando Seth Rollins. Mais tarde naquela noite, John Cena derrotou Brock Lesnar por desqualificação pelo WWE World Heavyweight Championship quando Rollins atacou Cena. Rollins então tentou usar seu contrato Money in the Bank em Lesnar, mas foi interrompido por Cena. No Raw de 29 de setembro, Cena e Ambrose derrotaram Kane e Randy Orton por desqualificação após Rollins atacar Ambrose. Na edição de 6 de outubro do Raw, Cena derrotou Rollins, Orton e Kane por desqualificação em uma luta handicap. Triple H anunciou então que Cena enfrentaria Ambrose no pay-per-view, com o vencedor enfrentando Rollins no final da noite em uma luta Hell in a Cell. Na edição de 10 de outubro do SmackDown, durante o segmento do Miz TV, foi anunciado ppor The Miz que a luta seria uma luta No Holds Barred Contract on a Pole. No Raw de 13 de outubro, Triple H anunciou que a luta Cena – Ambrose aconteceria no Raw no evento principal e o vencedor enfrentaria Rollins. Mais tarde no show, Orton foi concedido por Triple H uma luta contra o perdedor, também ocorrendo em uma luta Hell in a Cell no evento. Ambrose venceu a luta contra Cena, criando assim Ambrose vs. Rollins e Cena vs. Orton. No episódio do Raw de 20 de outubro, Triple H anunciou que a luta entre Cena e Orton para determinar o desafiante #1 ao WWE World Heavyweight Championship.
No Night of Champions, AJ Lee derrotou Paige para vencer o DIvas Championship em uma luta Triple Threat que também envolveu Nikki Bella. Na edição de 29 de setembro do Raw, Paige e Alicia Fox atacaram AJ depois que Fox derrotou AJ. Na edição de 6 de outubro do Raw, Paige e Fox derrotaram AJ e Emma. Na edição de 10 de outubro do SmackDown, AJ derrotou Fox, após o que AJ e Paige se atacaram. Na edição de 13 de outubro do Raw , AJ e Layla derrotaram Paige e Fox. Na edição de 17 de outubro do SmackDown, AJ derrotou Layla, após o que Paige atacou AJ. Em 20 de outubro, foi anunciado no WWE.com que AJ iria defender o título contra Paige no Hell in a Cell.
No SummerSlam, Nikki Bella turnou heel ao atacar Brie Bella durante sua luta contra Stephanie McMahon, custando a luta a Brie a luta. No Raw de 13 de outubro, num evento exclusivo da WWE.com, Nikki interrompeu a entrevista de Brie com a notícia de que se enfrentariam no evento, concluindo que a perdedora da luta se tornaria assistente pessoal da vencedora por um mês. No entanto, se a perdedora deixar de cumprir essas funções, ela será despedida da WWE.
Desde que perdeu o Intercontinental Championship para Dolph Ziggler, The Miz começou a rivalizar com o Campeão dos Estados Unidos Sheamus após vários combates com seu "dublê" "Damien Mizdow" contra Sheamus e Ziggler. Na edição de 6 de outubro do Raw, The Miz derrotou Sheamus devido à interferência de Damien Mizdow. Na edição de 13 de outubro do Raw, The Miz derrotou Sheamus por count-out. Em 14 de outubro, o WWE.com anunciou que Sheamus iria defender seu título contra Miz no evento.
Na edição de 26 de setembro do SmackDown, Big Show derrotou Rusev por desqualificação depois que Rusev acertou Big Show com uma bandeira russa. Na edição de 29 de setembro do Raw, Big Show atacou Rusev e derrubou uma bandeira russa. Na edição de 3 de outubro do Smackdown, Rusev atacou Big Show. Na edição de 13 de outubro do Raw, Rusev derrotou Big Show por desqualificação após Mark Henry atacar Rusev. Em 14 de outubro, o WWE.com anunciou que Big Show enfrentaria Rusev no Hell in a Cell.
No Night of Champions, Gold e Stardust derrotaram The Usos para vencerem o WWE Tag Team Championship. Na edição de 26 de setembro do SmackDown, The Usos derrotaram Gold e Stardust por desqualificação em uma revanche pelo título. Nas semanas seguintes, os dois times se enfrentaram em confrontos de duplas trios, que os Usos venceram. Em 20 de outubro, foi anunciado no WWE.com que Gold e Stardust defenderiam o título contra The Usos no Hell in a Cell.
Na edição de 22 de setembro do Raw, Dolph Ziggler derrotou The Miz para vencer o Intercontinental Championship. No episódio de 26 de setembro do SmackDown, Cesaro venceu uma batalha real para enfrentar Ziggler pelo título no final da noite. Mais tarde naquela noite, Ziggler derrotou Cesaro, mas Cesaro estava segurando a corda de baixo e o árbitro não viu. Na edição de 29 de setembro do Raw, Ziggler defendeu com sucesso o título em uma luta Triple Threat contra The Miz e Cesaro. No episódio de 20 de outubro do Raw, Cesaro derrotou Ziggler em uma luta sem título. No episódio de 24 de outubro do Smackdown, Ziggler defendeu com sucesso o título contra Cesaro. No final da noite, foi anunciado que Ziggler defenderia o título contra Cesaro em uma partida de 2 quedas no evento.

## Evento
| Função                    | Nome:                    |
| ------------------------- | ------------------------ |
| Comentaristas em inglês   | Michael Cole             |
| Comentaristas em inglês   | John "Bradshaw" Layfield |
| Comentaristas em inglês   | Jerry Lawler             |
| Comentaristas em espanhol | Carlos Cabrera           |
| Comentaristas em espanhol | Marcelo Rodriguez        |
| Entrevistador             | Byron Saxton             |
| Anunciadores de ringue    | Lilian Garcia            |
| Anunciadores de ringue    | Eden Stiles              |
| Árbitros                  | Mike Chioda              |
| Árbitros                  | John Cone                |
| Árbitros                  | Chad Patton              |
| Árbitros                  | Matt Bennett             |
| Árbitros                  | Darrick Moore            |
| Árbitros                  | Rod Zapata               |
| Painel do pré-show        | Renee Young              |
| Painel do pré-show        | Alex Riley               |
| Painel do pré-show        | Booker T                 |
| Painel do pré-show        | Paul Heyman              |

### Pré-show
O pré-show foi apresentado Renee Young, Alex Riley, Booker T e o convidado especial Paul Heyman.
O pré-show do Hell in a Cell apresentou um segmento do "Mizdow TV", apresentado por Damien Mizdow com The Miz como convidado especial. Mizdow perguntou a Miz quais são suas chances de vencer o United States Championship no final da noite. Sheamus apareceu no TitanTron e disse que Miz sofreria um Brogue Kick.
Mais tarde, Mark Henry enfrentou Bo Dallas. Henry executou um World Strongest Slam em Dallas para vencer a luta.

### Lutas preliminares
O pay-per-view começou com Dolph Ziggler defendendo o Intercontinental Championship contra Cesaro em uma luta de duas quedas. Ziggler venceu a primeira queda ao imobilizar Cesaro com um roll-up. Cesaro executou um Pop Up European Uppercut em Ziggler para uma contagem de dois, enquanto Ziggler executou um Famouser para outra contagem de dois. Ziggler venceu a luta após executar um Zig-Zag em Cesaro, vencendo a lutas por 2 quedas a 0 mantendo o título.
Em seguida, Nikki Bella enfrentou Brie Bella. Nikki executou um Rack Attack em Brie para uma contagem de dois. Brie aplicou o Sim! Trave em Nikki, que alcançou as cordas. Nikki executou um segundo Rack Attack para vencer a luta, tornando Brie sua assistente pessoal por 30 dias.
Depois disso, Gold e Stardust defenderam o Tag Team Championship contra The Usos. Goldust aplicou um Final Cut em Jey Uso para vencer a luta para manter o título.
Na quarta luta, John Cena enfrentou Randy Orton para uma futura chance pelo WWE World Heavyweight Championship em uma luta Hell in a Cell match. Durante a luta, Orton executou um RKO em Cena para uma contagem de dois. Como Orton e Cena trocaram contra-ataques, Orton atacou Cena com um golpe baixo. Cena aplicou o STF, mas Orton escapou. Cena finalmente executou um Attitude Adjustment para uma contagem de dois. Cena tentou outro Attitude Adjustment, mas Orton rebateu em outro RKO para outra contagem de dois. Cena executou outro Attitude Adjustment. Cena venceu a luta após executar um Super Attitude Adjustment através de uma mesa.
Em seguida, Sheamus defendeu o campeonato dos Estados Unidos contra o The Miz. Damien Mizdow imitou ataques e defesas durante toda a luta. The Miz executou um Skull Crushing Finale para uma contagem de dois. Sheamus venceu a luta após executar um Brogue Kick
Depois disso, Big Show enfrentou Rusev. Rusev forçou Big Show a se submeter ao The Accolade para vencer a luta.
Na penúltima luta, AJ Lee defendeu o Divas Championship contra Paige. AJ forçou Paige a se submeter ao Black Widow para vencer a luta.

### Evento principal
No evento principal, Dean Ambrose enfrentou Seth Rollins em uma luta Hell in a Cell. Ambrose escalou a jaula antes da luta começar, e Jamie Noble e Joey Mercury emergiram e tentaram persuadi-lo a descer. Mercury e Noble escalaram a jaula, mas Ambrose os atacou com um bastão de kendo, permitindo que Rollins escalasse a jaula e atacasse Ambrose. Ambos se atacaram até cairem da lateral da jaula  através das mesas dos comentaristas (semelhante ao famoso incidente de 1998 de Mick Foley). Ambos foram colocados em macas até que Ambrose se recuperou e atacou Rollins. A luta começou oficialmente quando os dois participantes entraram na jaula. Ambrose se sentou em uma cadeira enquanto insultava Rollins e o repreendia por sua traição. Ambrose fez um Diving Elbow Drop através de uma mesa em Rollins. Ambrose tentou colocar Rollins através de blocos de concreto, mas Rollins evitou. Kane espalhou um extintor de incêndio em Ambrose através da jaula, permitindo que Rollins executasse um Powerbomb através de uma mesa em Ambrose. Rollins executou um Curb Stomp em Ambrose para uma contagem de dois. Enquanto Ambrose tentava um Curb Stomp em Rollins, as luzes da arena se apagaram e a lanterna de Bray Wyatt apareceu no meio do ringue, espalhando fumaça e projetando a imagem de um espectro fantasmagórico enquanto Wyatt foi ouvido recitando um encantamento. Wyatt emergiu da fumaça e executou um Uranage Slam em Ambrose, que foi então imobilizado por Rollins pela vitória. Após a luta, Wyatt executou um Sister Abigail em Ambrose e riu loucamente até o fim do show.

## Depois do evento
Na noite seguinte no Raw, Big Show e Mark Henry enfrentaram Gold e Stardust pelo WWE Tag Team Championships . Henry turnou heel quando uma discussão se seguiu entre ele e Show quando ele executou o World Strongest Slam em Show, custando assim a luta. Após a luta, Henry executou três World's Strongest Slams. Na edição de 3 de novembro do Raw, Henry e Show se enfrentaram, Show que venceu por desqualificação após ser atingido por uma cadeira. Os dois continuaram a rivalidade já que ambos estavam em times opostos do Team Cena/Team Authority no Survivor Series (Show no Team Cena, Henry no Team Authority), que foi vencido pelo Team Cena.
Randy Orton, que sofreu um Curb Stomp de Seth Rollins no Raw antes do Hell in a Cell, conseguiu sua vingança na semana seguinte. Orton turnou face depois de atacar Rollins com um RKO. No processo, ele deixou de estar associado à The Authority. Na edição de 3 de novembro do Raw. Orton perdeu para Rollins no evento principal. Orton foi atacado por Kane, membro da Authority , lesionando-o (Kayfabe). Isso foi feito para que Orton pudesse tirar uma licença para começar a produção de The Condemned 2: Desert Prey.
Enquanto isso, devido à infelicidade da The Authority após a vitória de John Cena para ganhar outra chance pelo WWE World Heavyweight Championship, Triple H desafiou uma equipe capitaneada por Cena (incluindo ele mesmo) para uma tradicional luta de eliminação do Survivor Series contra The Authority. Mais tarde naquela noite, Cena enfrentou Rollins no evento principal. Cena venceu por desqualificação após o envolvimento de Kane. Isso desencadeou uma grande briga envolvendo todo o vestiário. Cena ainda estava em pé no final da noite.

## Resultados
| Nº                                          | Resultados                                                          | Estipulações                                                                               | Tempo |
| ------------------------------------------- | ------------------------------------------------------------------- | ------------------------------------------------------------------------------------------ | ----- |
| Pré- show                                   | Mark Henry derrotou Bo Dallas                                       | Luta individual                                                                            | 0:33  |
| 1                                           | Dolph Ziggler (c) derrotou Cesaro por 2–0                           | Luta de duas quedas pelo WWE Intercontinental Championship                                 | 12:11 |
| 2                                           | Nikki Bella derrotou Brie Bella                                     | Luta individual; a perdedora deveria se tornar assistente pessoal da vencedora por 30 dias | 6:20  |
| 3                                           | Gold e Stardust (c) derrotaram The Usos (Jey e Jimmy)               | Luta de duplas pelo WWE Tag Team Championship                                              | 10:20 |
| 4                                           | John Cena derrotou Randy Orton                                      | Luta Hell in a Cell para determinar o desafiante ao WWE World Heavyweight Championship.    | 25:51 |
| 5                                           | Sheamus (c) derrotou The Miz (com Damien Mizdow)                    | Luta individual pelo WWE United States Championship                                        | 8:20  |
| 6                                           | Rusev derrotou Big Show por Submissão                               | Luta individual                                                                            | 7:51  |
| 7                                           | AJ Lee (c) derrotou Paige (com Alicia Fox) por submissão            | Luta individual pelo WWE Divas Championship                                                | 6:50  |
| 8                                           | Seth Rollins (com Jamie Noble e Joey Mercury) derrotou Dean Ambrose | Luta Hell in a Cell                                                                        | 23:54 |
| (c) – Refere-se aos campeões antes da luta. |                                                                     |                                                                                            |       |